# Perissomastix crassicornella
Perissomastix crassicornella är en fjärilsart som beskrevs av Philipp Christoph Zeller 1847. Perissomastix crassicornella ingår i släktet Perissomastix och familjen äkta malar. Inga underarter finns listade i Catalogue of Life.